# کبوترهای طلایی
کبوترهای طلایی (انگلیسی: Blond Doves) یک فیلم آرژانتینی صامت در ژانر کمدی، رومانتیک می‌باشد. این فیلم محصول سال ۱۹۲۰ است.

## بازیگران
- María Clais
- Modesto Insúa در نقش Marcelo Agudo
- Jorge Lafuente در نقش Carlos Roig
- Lidia Liss در نقش Elena Carter
- Enrique Parigi در نقش Héctor Carter
- José Plá در نقش El Cuervo
- Rodolfo Vismara در نقش Roberto Recto